# Miguel Mihura
Miguel Mihura (właśc. Miguel Mihura Santos; ur. 21 lipca 1905 w Madrycie, zm. 27 października 1977 tamże) – hiszpański dramaturg i scenarzysta filmowy, uważany za jednego z najważniejszych przedstawicieli surrealizmu i absurdu w hiszpańskim teatrze i zarazem za powojennego odnowiciela komedii jako gatunku w hiszpańskiej dramaturgii.

## Biografia
W młodości pracował jako dziennikarz i rysownik, związany przede wszystkim z magazynami satyrycznymi. W 1932 napisał surrealistyczną sztukę Trzy cylindry, dziś uważaną za jego najważniejsze dzieło, która jednak początkowo została odrzucona przez dominujących wówczas w hiszpańskim teatrze konserwatystów. Ostatecznie ukazała się drukiem dopiero w 1947, zaś kolejne pięć lat musiała czekać na pierwsze wystawienie na scenie. Kiedy jednak Trzy cylindry trafiły wreszcie pod osąd publiczności, ich sukces sprawił, iż przez resztę życia Mihura pozostawał jednym z najpopularniejszych komediopisarzy w Hiszpanii.
Od 1936 pracował też jako scenarzysta filmowy. W 1948 po raz pierwszy otrzymał nagrodę związku hiszpańskich krytyków filmowych (Círculo de Escritores Cinematográficos), za scenariusz do filmu La calle sin sol. W 1954 został nią wyróżniony ponownie jako współscenarzysta filmu ¡Bienvenido, Mister Marshall!. Pozostałymi dwoma autorami byli Luis García Berlanga oraz Juan Antonio Bardem. Wszyscy trzej otrzymali za ten sam scenariusz również wyróżnienie specjalne na festiwalu w Cannes. W 1961 po raz trzeci otrzymał nagrodę hiszpańskich krytyków za scenariusz do filmu Sólo para hombres.

## Sztuki teatralne
| rok prapremiery | tytuł                                          | uwagi                            |
| --------------- | ---------------------------------------------- | -------------------------------- |
| 1939            | ¡Viva lo imposible! o el contable de estrellas | współautor: Joaquín Calvo Sotelo |
| 1943            | Ni biedny, ni bogaty, a wręcz przeciwnie       | współautor: Tono                 |
| 1946            | El caso de la mujer asesinadita                | współautor: Álvaro de Laiglesia  |
| 1952            | Trzy cylindry                                  |                                  |
| 1953            | Una mujer cualquiera                           |                                  |
| 1953            | El caso de la señora estupenda                 |                                  |
| 1953            | A media luz los tres                           |                                  |
| 1954            | El caso del señor vestido de violeta           |                                  |
| 1955            | ¡Sublime decisión!                             |                                  |
| 1955            | La canasta                                     |                                  |
| 1956            | Mi adorado Juan                                |                                  |
| 1957            | Carlota                                        |                                  |
| 1958            | Melocotón en almíbar                           |                                  |
| 1959            | Maribel y la extraña familia                   |                                  |
| 1961            | El chalet de madame Renard                     |                                  |
| 1962            | Las entretenidas                               |                                  |
| 1963            | La bella Dorotea                               |                                  |
| 1964            | Milagro en casa de los López                   |                                  |
| 1964            | Ninette y un señor de Murcia                   |                                  |
| 1965            | La tetera                                      |                                  |
| 1966            | Ninette: Modas de París                        |                                  |
| 1967            | La decente                                     |                                  |
| 1968            | Sólo el amor y la luna traen fortuna           |                                  |